# 張錦雄
張錦雄（英語：Kenneth Cheung Kam-hung，1975年—），香港政治人物，前屯門區議會屯門鄉郊選區區議員。香港彩虹創辦人，支聯會常委，前社會民主連線成員，公開同性戀者及香港同志平權運動重要人物。

## 簡歷
張錦雄於1998年與其他同性戀者及同志平權人士創辦香港彩虹，於2009年退出並於中國創辦彩虹中國，2019年1月被中國大陸禁止入境5年。
張錦雄為民間電台常任節目主持。與多名香港彩虹義工一同主持《叻女基仔同學堂》。

### 從政
張錦雄於2003年首次參選區議會選舉，在整體民主派利好形勢下於油尖旺區議會旺角南選區僅獲707票，以300多票之差不敵獲建制派支持的仇振輝。2007年以社會民主連線成員身份再一次於同區挑戰爭取連任的仇振輝失敗。2011年以民間電台主持身份轉戰大埔區議會寶雅選區挑戰時任雙料議員民建聯的黃容根以1196票，得票率33.10％再次無緣晉身區議會。張錦雄寬別8年再次參選2019年11月24日所舉行的區議會選舉，參選地區為屯門區議會屯門鄉郊選區，對手是尋求第七次連任的鄉事派人士陶錫源，最終張錦雄以3797票，在以原居民為主的鄉郊選區取下超過6成選民支持，成功擊敗陶錫源並在參選第四次區議會選舉終於首度晉身區議會。

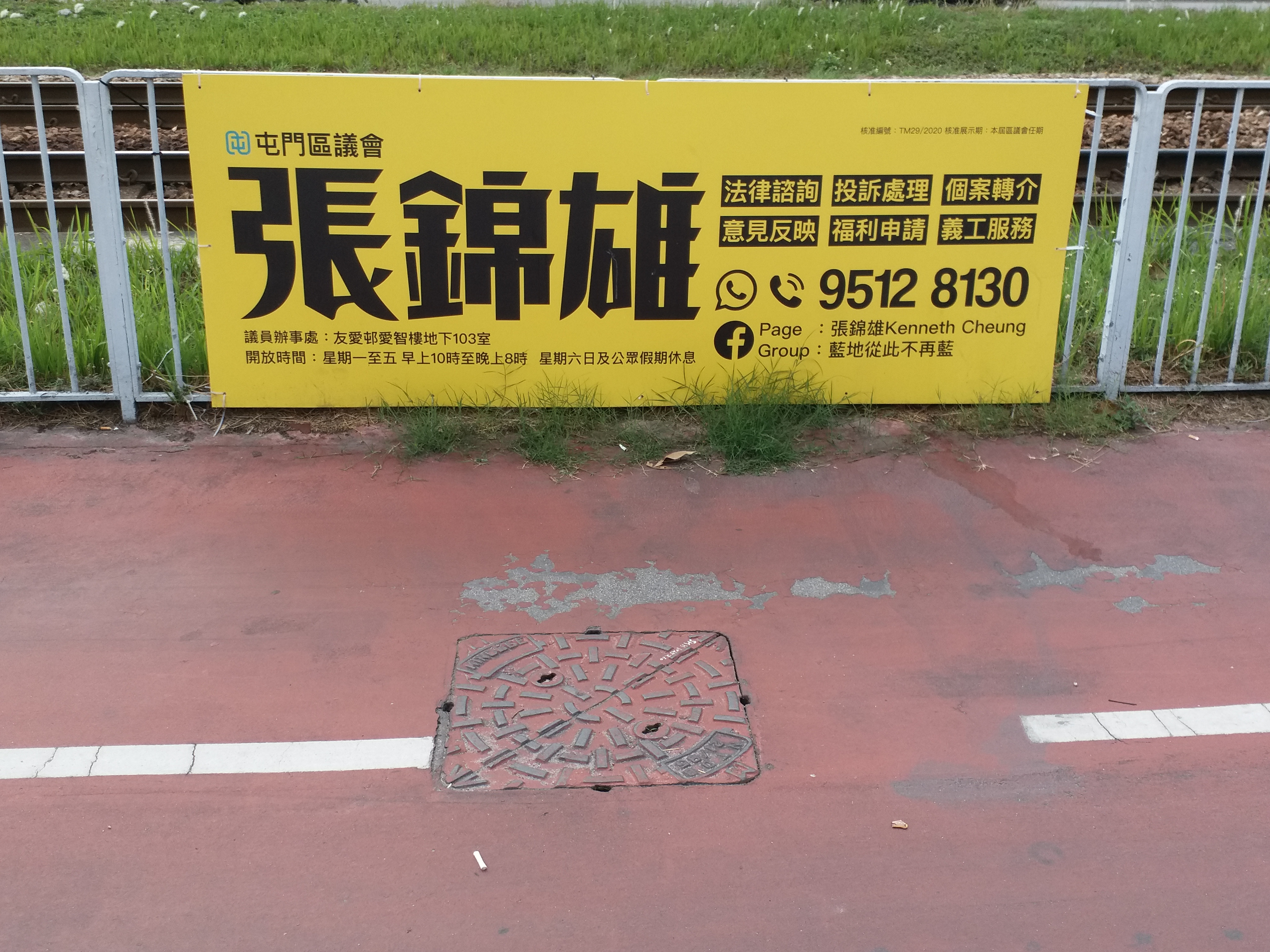
屯門亦園村外的橫額（2021年3月）

### 被裁定區議員宣誓無效
2021年10月21日，香港政府宣佈第四批(新界西)區議員宣誓結果，張錦雄與另外16名民主派區議員一同被裁定宣誓無效，即時喪失區議員資格，並且在5年內不得參與各級選舉。

### 歷屆選舉結果
| 政党   | 政党         | 候选人    | 票数  | %     | ±      |
| ------ | ------------ | --------- | ----- | ----- | ------ |
|        | 新界社團聯會 | ①. 陶錫源 | 2,513 | 39.83 | ▼29.48 |
|        | 獨立         | ②. 張錦雄 | 3,797 | 60.17 | 不適用 |
| 多数票 | 多数票       | 多数票    | 1,284 | 20.35 | 不適用 |

| 政党   | 政党   | 候选人    | 票数  | %     | ±      |
| ------ | ------ | --------- | ----- | ----- | ------ |
|        | 民建聯 | ①. 黃容根 | 2,417 | 66.90 | ▼14.81 |
|        | 獨立   | ②. 張錦雄 | 1,196 | 33.10 | 不適用 |
| 多数票 | 多数票 | 多数票    | 1,221 | 33.79 | 不適用 |

| 政党   | 政党         | 候选人    | 票数  | %     | ±      |
| ------ | ------------ | --------- | ----- | ----- | ------ |
|        | 九龍社團聯會 | 1. 仇振輝 | 1,426 | 73.02 | 不適用 |
|        | 社民連       | 2. 張錦雄 | 527   | 26.98 | 不適用 |
| 多数票 | 多数票       | 多数票    | 899   | 46.03 | 不適用 |

| 政党   | 政党         | 候选人    | 票数  | %     | ±      |
| ------ | ------------ | --------- | ----- | ----- | ------ |
|        | 獨立         | 1. 張錦雄 | 707   | 40.38 | 不適用 |
|        | 九龍社團聯會 | 2. 仇振輝 | 1,044 | 59.62 | 不適用 |
| 多数票 | 多数票       | 多数票    | 337   | 19.24 | 不適用 |

## 資料來源
1. 1 2  勞顯亮. . 香港01. 2019-01-19  [2020-01-10]. （原始内容存档于2019-08-14） （中文（香港））.
2. 1 2  楊昭彥. . Rti 中央廣播電臺. 2019-01-19  [2020-01-10]. （原始内容存档于2019-02-03） （中文）.
3. ↑  高蕙芹; 鄧淑佩; 陸可欣. . ubeat.com.cuhk.edu.hk.   [2020-01-10]. （原始内容存档于2018-03-03） （中文（香港））.
4. ↑  林祖偉. . 2018-10-11  [2020-01-10]. （原始内容存档于2021-08-07） （中文（香港））.
5. 1 2  . Apple Daily 蘋果日報. 2011-11-07  [2020-01-10]. （原始内容存档于2016-04-05）.
6. ↑  . www.fridae.asia. 2008-12-28  [2020-01-10] （中文（香港））.
7. ↑  李穎霖. . 香港01. 2020-01-02  [2020-01-10]. （原始内容存档于2021-01-17） （中文（香港））.
8. ↑  . www.info.gov.hk. 新聞公告. 2007-11-19  [2020-01-10]. （原始内容存档于2019-09-02）.
9. ↑  . 2019年香港區議會選舉. 2019-10-31  [2020-01-09]. （原始内容存档于2019-10-16）.
10. ↑  . 眾新聞. 2019-11-27  [2020-01-10]. （原始内容存档于2020-06-05） （中文）.
11. ↑  . 香港特別行政區新聞公報. 2021-10-08  [2021-10-22]. （原始内容存档于2021-10-11）.

## 外部連結
- . 屯門區議會. 2020-10-28  [2020-10-30]. （原始内容存档于2020-12-13） （中文（香港））.
- 張錦雄Kenneth Cheung的Facebook專頁

| 議會席位      | 議會席位                                                   | 議會席位 |
| ------------- | ---------------------------------------------------------- | -------- |
| 前任： 陶錫源 | 屯門區議會 屯門鄉郊選區區議員 2020年1月1日－2021年10月20日 | 空缺     |